# Memento Park
A Memento Park (korábban Szoborpark Múzeum) szabadtéri múzeum Budapest XXII. kerületében, a magyarországi szocializmus emlékeinek bemutatásával foglalkozik. E kortörténeti kiállítóhelyen a szocializmus éveinek azon 41, a szocialista realizmus stílusában alkotott köztéri alkotása található, amelyeket az 1989–90-es politikai rendszerváltozást követően Budapest utcáiról eltávolítottak. A szoborparkkal szemben kialakított épület az ún. Sztálin-tribün.
A múzeum számos szobra értékes és egyedi művészeti alkotás, Európa-szerte ismert és elismert szobrászok munkái.

## Fekvése

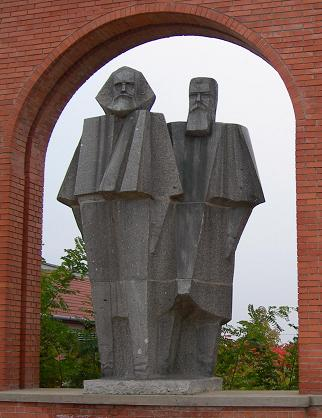
A világ egyetlen kubista stílusú Marx és Engels szobra a Memento Parkban. Segesdi György, 1971

Budapest XXII. kerületében, Budatétényben a Balatoni út és Szabadkai utca sarkán található.

### Megközelítése
A 101B, a 101E, a 150-es és 150B jelzésű autóbusszal lehet megközelíteni Kelenföld vasútállomástól, illetve utóbbiakkal Újbuda-Központtól. A 101B a Baross Gábor-telepre, többi a Budatétény vasútállomás felé közlekedik. A buszjáratok menetideje a Memento Park megállóig 10-15 perc. A buszok munkanapokon csúcsidőben 10-15, napközben (a 101B kivételével) 20 percenként közlekedik, szombaton és vasárnap a 150-es busz félóránként indul.

## Története
Az 1989–90-es rendszerváltás után a legkülönbözőbb társadalmi szervezetek felvetették az előző politikai rendszerhez kötődő köztéri szobrok eltávolításának kérdését. Ennek hatására Budapest Főváros Közgyűlése 1991 januárjában úgy határozott, hogy a kerületek vezetései tegyenek javaslatot egyes szobrok és emlékművek, emléktáblák eltávolításáról, illetve néhányuk helyben maradásáról. A közgyűlés 1991 decemberében egyenkénti tárgyalással és szavazással hozott végső döntést. A munka már 1990 tavaszán, a választások előtt elkezdődött a csepeli Lenin szobor elbontásával, a többivel teljesen 1992 október 8-ig fejeződött be.
A szoborpark létrehozásának gondolatát először Szörényi László vetette fel a Hitel című folyóirat 1989. július 5-i számában. Terve egy Leninkertről szólt, ahol a magyarországi Lenin-szobrokat állították volna ki.
A fővárosi közgyűlés 1991-ben kiírt pályázatát Eleőd Ákos építész nyerte meg, a park felépítésére 1992-1993-ban került sor a XXII. kerület önkormányzata által felajánlott, a Tétényi-fennsíkon található területen

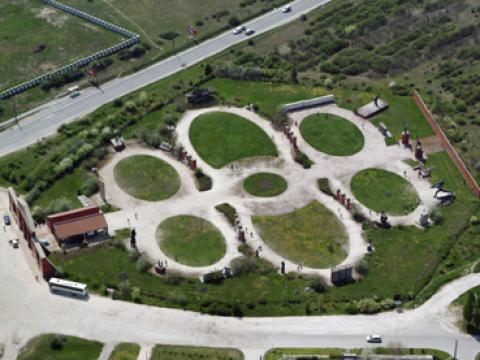
A múzeum légi felvételen

Az ünnepélyes megnyitót 1993. június 27-én tartották, a Magyarországon tartózkodó szovjet csapatok kivonulásának 2. évfordulóján. Az elmaradt kisebb munkák befejezése után, 1993 őszén adták át a nyilvánosságnak. A szoborpark a Memento park projekt része. 2006 óta a szoborpark hivatalos nevét Illyés Gyula nevezetes verse után kapta: Egy mondat a zsarnokságról park.
2006-ban, az 1956-os forradalom és szabadságharc évfordulóján adták át a Sztálin dísztribünt, amelyen a forradalom alatt lerombolt Sztálin-szobor csizmájának méretarányos mása látható. 2007-ben ismét bővült a Memento Park. Ekkor nyílt meg a Sztálin csizmája című kiállítás és a Barakk-mozi, ahol Papp Gábor Zsigmond Az ügynök élete című filmjét vetítik folyamatosan. Külön figyelmet érdekel a Red Star Store, ahol a kommunizmus idejére emlékeztető ajándékokat lehet vásárolni. A Memento Park az év minden napján látogatható.

## A szoborpark

### Szobrok
A Memento Parkban 42 olyan köztéri szobor látható, amelyeket az 1945 és 1989 közötti kommunista politikai rendszer ideológiájának tükrözőiként állítottak fel. A rendszerváltozást követően a főváros kerületi önkormányzatai döntöttek a szoborparkba áthelyezendő budapesti szobrokról.
Ma az üzemeltetők célja, hogy a megnyitáskori állapot változatlanul fent legyen tartva, ezért több szobrot nem terveznek kiállítani.
| Kép | Szobor                        | Alkotó         | Év   | Alapanyaga         | Eredeti helye                               |
| --- | ----------------------------- | -------------- | ---- | ------------------ | ------------------------------------------- |
|     | Lenin                         | Pátzay Pál     | 1965 | bronz              | XIV. Felvonulási tér (ma Ötvenhatosok tere) |
|     | Karl Marx és Friedrich Engels | Segesdi György | 1971 | mauthauseni gránit | V. ker. Jászai Mari tér                     |

| Kép | Szobor                              | Alkotó                    | Év   | Alapanyaga    | Eredeti helye                        |
| --- | ----------------------------------- | ------------------------- | ---- | ------------- | ------------------------------------ |
|     | Felszabadító szovjet katona         | Kisfaludi Strobl Zsigmond | 1947 | bronz         | I-XI. Gellért-hegy, Szabadság-szobor |
|     | A magyar-szovjet barátság emlékműve | Kisfaludi Strobl Zsigmond | 1956 | bronz         | X. Pataki (ma: Szent László) tér     |
|     | Felszabadulási emlékmű              | Kiss István               | 1971 | süttői mészkő | XIV. Thököly út 141.                 |
|     | Felszabadulási emlékkő              | ismeretlen                | 1960 | süttői mészkő | I. Dísz tér                          |
|     | Szovjet hősi emlékmű                | László Péter              | 1951 | mészkő        | XII. Széchenyi-hegy, Rege park       |
|     | Szovjet-magyar barátság emlékműve   | Búza Barna                | 1975 | pyrogránit    | X. Kőbánya-Óhegy, Barátság park      |
|     | Szovjet hősi emlékmű                | Mikus Sándor              | 1970 | bronz         | XVI. Rákosszentmihály, Hősök tere    |
|     | Felszabadulási emlékmű              | Kalló Viktor              | 1965 | bronz         | XIII. Béke tér                       |
|     | Felszabadulási emlékmű              | Kalló Viktor              | 1965 | mészkő        | XIII. Béke tér                       |
|     | Szovjet Hősi emlékmű                | Megyeri Barna             | 1948 | mészkő        | XVII. Kasztel András utca            |

| Kép | Szobor                                                                     | Alkotó                                           | Év         | Alapanyaga                | Eredeti helye                                       |
| --- | -------------------------------------------------------------------------- | ------------------------------------------------ | ---------- | ------------------------- | --------------------------------------------------- |
|     | Lenin-emléktábla                                                           | Szabó Iván                                       | 1970       | bronz                     | VII. Lenin (ma: Erzsébet) tér                       |
|     | Georgi Dimitrov mellszobor                                                 | Jordan Kracsmarov                                | 1954       | bronz                     | V. Dimitrov (ma: Fővám) tér                         |
|     | Dimitrov szobor                                                            | Valentin Sztarcsev                               | 1983       | bronz                     | V. Dimitrov (ma: Fővám) tér                         |
|     | Munkásmozgalmi harcosok emlékműve (Szamuely Tibor, Kun Béla, Landler Jenő) | Olcsai-Kiss Zoltán, Herczeg Klára, Farkas Aladár | 1967       | bronz                     | VIII. Kun Béla (ma: Ludovika) tér                   |
|     | Lenin                                                                      | ismeretlen szovjet szobrász, Csepeli Fémművek    | 1958, 1970 | bronz                     | XXI. Csepel Művek főbejárat                         |
|     | Kalamár József mellszobor                                                  | Gyenes Tamás                                     | 1957       | bronz                     | XXI. Kalamár József (ma: Szent István) utca         |
|     | Asztalos János                                                             | Nagy István János                                | 1968       | mészkő                    | VIII. Nagyvárad tér                                 |
|     | Kreutz Róbert                                                              | Kiss Nagy András                                 | 1977       | bronz                     | VIII. Asztalos János Ifjúsági Park (ma: Orczy Kert) |
|     | Kun Béla emléktábla                                                        | Kalló Viktor                                     | 1989       | bronz                     | XXI. Tanácsház (ma: Szent Imre) tér                 |
|     | Ságvári Endre mellszobor                                                   | Baksa Soós György                                | 1949       | bronz                     | V. Városház u. 9-11.                                |
|     | Szakasits Árpád szobra                                                     | Marton László                                    | 1988       | bronz                     | XI. Szakasits Árpád (ma: Etele) út                  |
|     | Kun Béla emlékmű                                                           | Varga Imre                                       | 1986       | bronz, krómacél, vörösréz | I. Vérmező-park                                     |
|     | Münnich Ferenc                                                             | Kiss István                                      | 1986       | bronz                     | V. Néphadsereg (ma: Honvéd) tér                     |
|     | Chlepkó Ede                                                                | Szabó György                                     | 1980       | bronz                     | XIX. Chlepkó Ede tér (ma: Ötvenhatosok tere)        |
|     | Turner Kálmán emléktábla                                                   | ismeretlen                                       | 1959       | márvány                   | IX. Soroksári út                                    |
|     | Hámán Kató emléktábla                                                      | ismeretlen                                       | 1959       | márvány                   | IX. Mester utca 59.                                 |

| Kép | Szobor                                                            | Alkotó                           | Év   | Alapanyaga | Eredeti helye                          |
| --- | ----------------------------------------------------------------- | -------------------------------- | ---- | ---------- | -------------------------------------- |
|     | A Munkás- és Katonatanács emléktáblája                            | ismeretlen                       | 1959 | márvány    | I. Szentháromság u. 2.                 |
|     | Munkásőr-demonstráció emléktábla                                  | Kiss Nagy András                 | 1973 | bronz      | VI. November 7. tér (ma: Oktogon) 2.   |
|     | Munkásmozgalmi emlékmű                                            | Kiss István                      | 1976 | acéllemez  | II. Hűvösvölgy                         |
|     | A spanyolországi nemzetközi brigádok magyar harcosainak emlékműve | Makrisz Agamemnon                | 1968 | bronzlemez | V. Néphadsereg (ma: Honvéd) tér        |
|     | Tanácsköztársasági emlékmű                                        | Kiss István                      | 1969 | bronz      | XIV. Dózsa György út (Felvonulási tér) |
|     | Béke őrei dombormű                                                | Ambrózi Sándor - Stöckert Károly | 1953 | mészkő     | II. Pasaréti út 191-193.               |
|     | KMP ferencvárosi szervezet emléktábla                             | ismeretlen                       | 1959 | márvány    | IX. Soroksári út                       |
|     | KMP Nyomda emléktábla                                             | ismeretlen                       | 1955 | márvány    | IX. Ráday u. 53.                       |
|     | A néphatalom hőseinek emlékhelye                                  | Kalló Viktor                     | 1983 | mészkő     | VIII. Köztársaság tér                  |
|     | Az ellenforradalom mártírjainak emlékműve                         | Kalló Viktor                     | 1960 | bronz      | VIII. Köztársaság tér                  |
|     | A Budai Önkéntes Ezred emlékműve                                  | Mészáros Mihály                  | 1975 | beton      | II. Tárogató út                        |
|     | Ilja Afanaszjevics Osztapenko                                     | Kerényi Jenő                     | 1951 | bronz      | XI. Budaörsi út - Balatoni út          |
|     | Steinmetz Miklós kapitány                                         | Mikus Sándor                     | 1958 | bronz      | XVIII. Vöröshadsereg (ma: Üllői) út    |

Néhány szobor időközben gúnynevet is kapott, melyek az adott szobor kompozíciójához igazodnak, így lett A spanyolországi nemzetközi brigádok magyar harcosainak emlékművéből „Mobiltelefonosok”, a Tanácsköztársasági emlékműből „Ruhatáros”, Ilja Afanaszjevics Osztapenkóból és Steinmetz Miklós kapitányból pedig „Partjelzők”, a zuglói Felszabadulás emlékmű közismert elnevezése „Az elvtárs, aki átment a falon” volt.

### Főbejárat

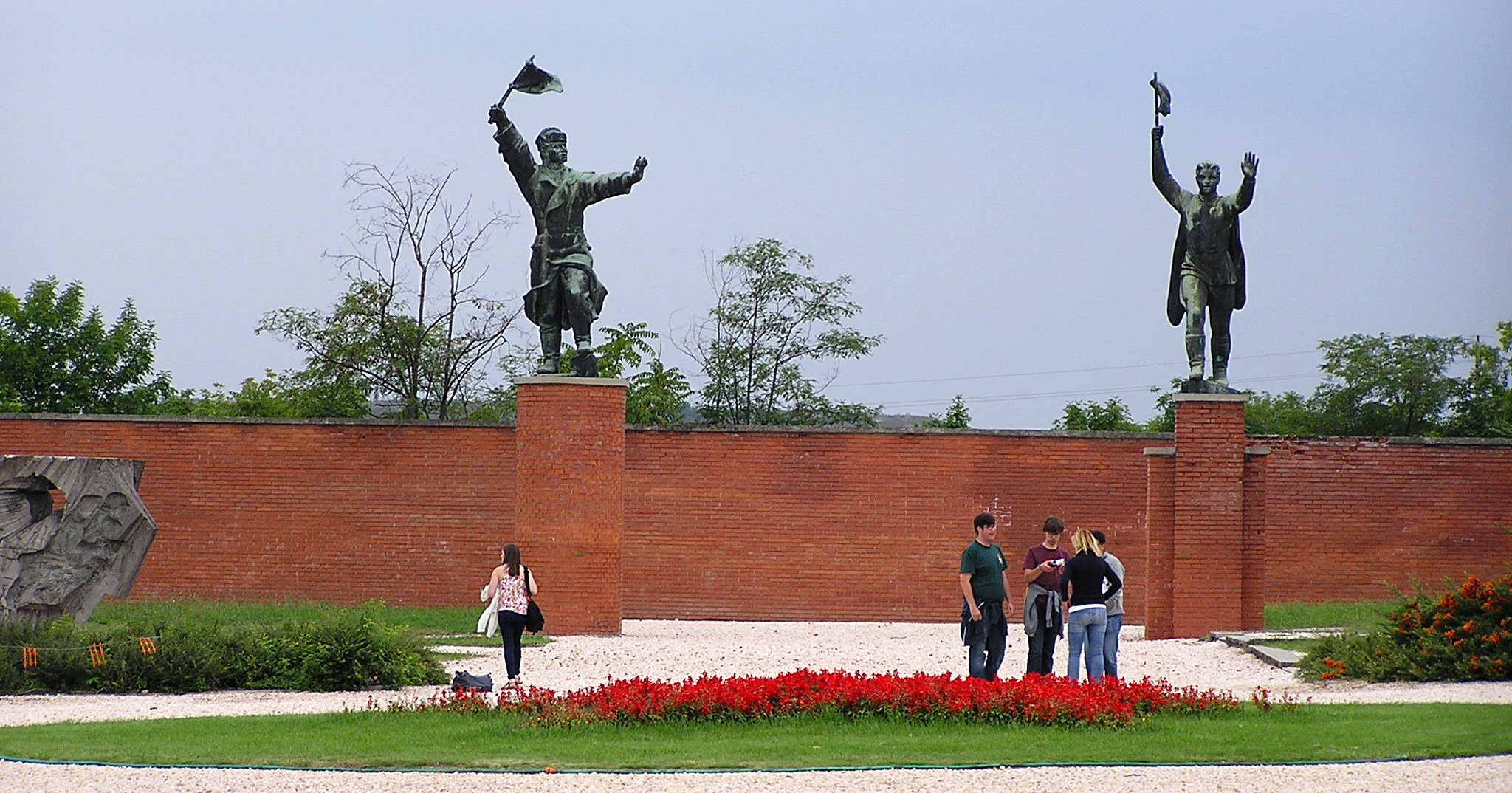
Óriási szoborművek a parkban

A Memento Park főbejárata elölről nézve egy hatalmas, klasszicizáló épületnek tűnik. Mögé belesve azonban látható, hogy olyan, mint egy támasztékokkal felállított, 12 méter magas „kommunista díszlet”. Tökéletes nyitány a diktatúra természetének bemutatásához. Eleőd Ákos építész, a park koncepciójának alkotója így fogalmaz erről:
Ez a park a diktatúráról szól, de abban a pillanatban, amikor ez kimondható, leírható, megépíthető, abban a pillanatban ez a park a demokráciáról szól. Csak a demokrácia képes megadni a lehetőségét, hogy szabadon gondolkozhassunk a diktatúráról - vagy éppen a demokráciáról, vagy bármiről.

### Dísztribün és Sztálin csizmái

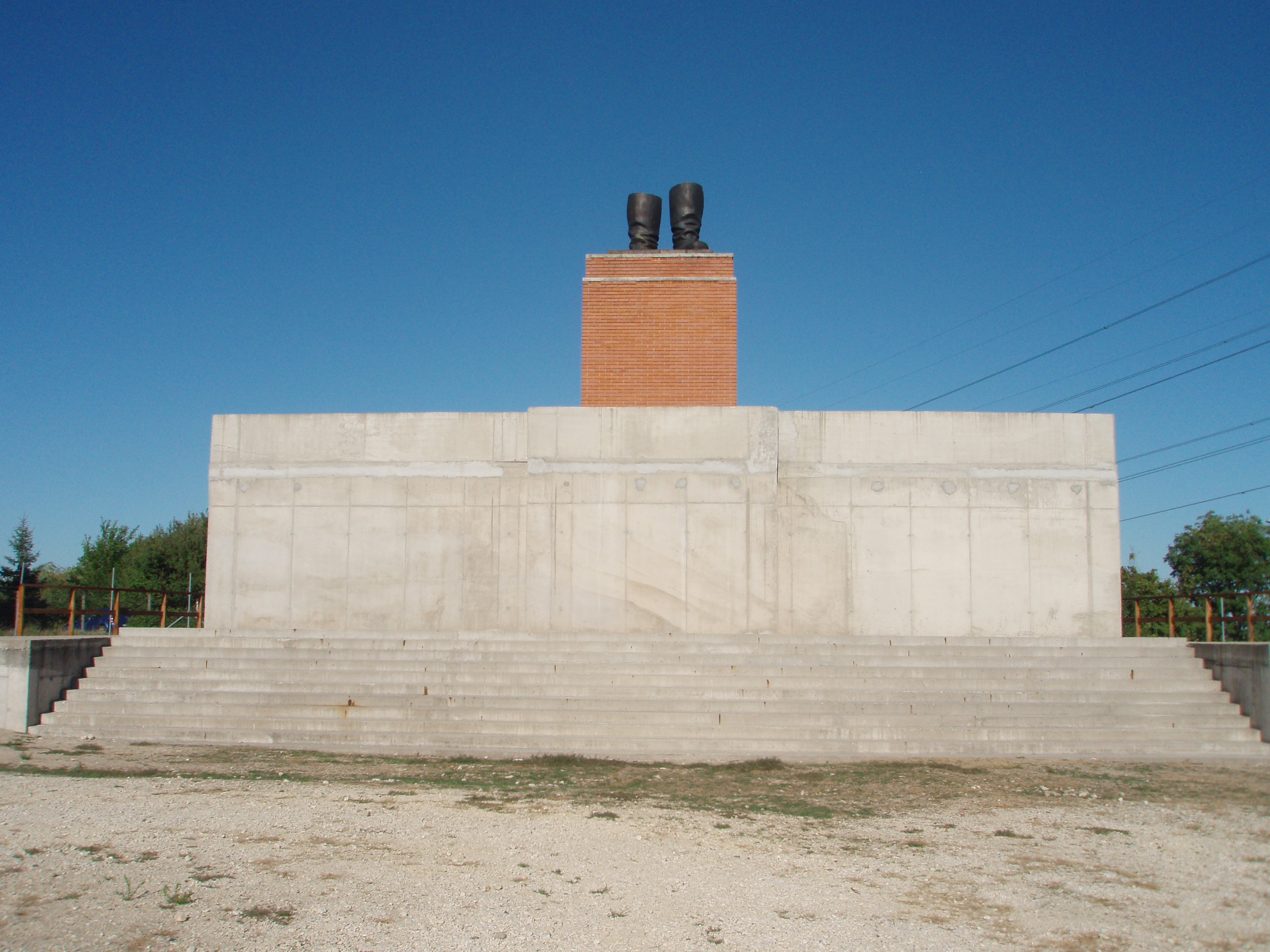
Sztálin csizmái

Az emelvény 1:1 másolata az épületnek, amely Budapest központjában, a kommunista ünnepi díszszemlék céljára kialakított „Felvonulási téren” állt. A kommunista vezetők innen integettek az előttük elhaladó, őket kötelezően ünneplő, kivezényelt tömegeknek. A tribün volt a talapzata Sztálin, szovjet pártfőtitkár, államfő és hadvezér 8 méteres bronzszobrának is. A művet a kommunista elnyomás ellen fellázadt tömeg 1956. október 23-án ledöntötte. Helyén a forradalom leveréséig maradtak a generalisszimusz csizmái. A Memento Parkban a tribün tetején álló csizma-pár ennek a csonka emlékműnek a hiteles másolata. Magának a tribünnek az oldalán körben kommunista életképeket bemutató domborművek futottak végig, de a parkban lévő tribünmásolaton ezek nem kerültek elhelyezésre.

### Vörös Csillag Ajándékbolt – Red Star Store
A kommunizmus korszakát megidéző, különleges árucikkek kincsesbányája. Szovjet souvenírek, karórák, laposüvegek, öngyújtók és más használati cikkek. Vicces pólók, bögrék, képeslapok és poszterek a „klasszikus kommunista bölcsek” arcképeivel vagy jelszavaival. Trabant autómodell, Lenin-gyertya, eredeti használati tárgyak, retró-emléktárgyak az 50-es, 60-as, 70-es évekből. „Best of Communism” - forradalmi zenék és indulók CD-n. A Vörös Hadsereg kitüntetései, poszterek, könyvek, és a korszak legsikeresebb játékfilmjei valamint dokumentumfilmek DVD-n és sok más érdekesség.

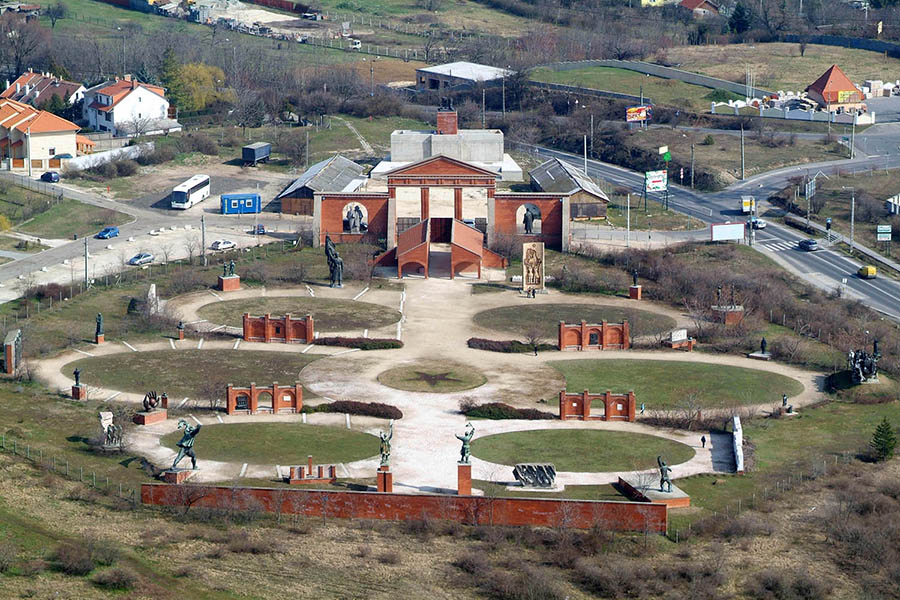
Mementó Park a levegőből

### Trabant
A kettészakított Németország keleti, kommunista fele (a Német Demokratikus Köztársaság, azaz az NDK) iparának legkülönlegesebb terméke, a papírmasé-karosszériájú, préselt elemekből összeállított Trabant autó. A Memento Parkban a látogató beülhet egy ilyen „népautóba”, amelyben személyesen is átélheti a trabant-érzést. A kiállított autó működésképtelen, de a tervezés eredeti.

### Északi barakk
A Memento Park korhű barakkjában rendezett alkalmi kiállításon, a kommunista diktatúra elleni 1956-os forradalomról, az 1989-90-es rendszerváltásról, illetve a Memento Park koncepciójáról látható fényképes összeállítás. A 20. századi magyar történelem második feléből bemutatott események összefoglalóan felidézik a Közép-Kelet Európai népek szabadságvágyát.
A moziteremben folyamatos vetítésen a kommunista állambiztonsági szolgálatok működéséről, titkos megfigyelési módszereiről, a besúgóhálózat működéséről angol felirattal látható „Az ügynök élete” című dokumentumfilm. A film DVD az ajándékboltban is megvásárolható.

## Érdekességek
- A kiállításon nincs Sztálin szobor, mert az 1956-os forradalomban megsemmisült Budapest egyetlen köztéri Sztálin szobra.
- A múzeumban nem folytatható politikai gyűlés vagy rendezvény.
- Több filmben (Megint tanú, Redline), illetve videóklipben (Webb Brothers, Beatrice, The From) is felbukkan az intézmény.

(Forrás: Memento-park honlap: Gyakori kérdések)
A szoborpark a Szomszédok című teleregény 191. fejezetében is felbukkan.